# Средиземноморский лингва франка
Средиземноморский лингва франка, также сабир (от кат. saber — «знать») — исторически первый тип лингва франка как смешанного (пиджинизированного) языка, сложившегося в Средние века в Средиземноморье и служившего главным образом для общения арабских и турецких купцов с европейцами (которых в Византии и на Ближнем Востоке называли франками).
Лексика средиземноморского лингва франка была в основном итальянской, в особенности венецианской, в меньшей степени — каталанской и провансальской, а позже также испанской и португальской; также использовалось большое число заимствований из средне- и новогреческого, арабского, турецкого и персидского языков.
Средиземноморский лингва франка не был полноправным языком и использовался для ведения торговых дел между людьми разных национальностей вплоть до XIX века.
Позже термин «лингва франка» стали употреблять как собирательный для обозначения языков международного общения.